# 1621 Druzhba
1621 Druzhba è un asteroide della fascia principale del diametro medio di circa 9,08 km. Scoperto nel 1926, presenta un'orbita caratterizzata da un semiasse maggiore pari a 2,2300578 UA e da un'eccentricità di 0,1197167, inclinata di 3,16926° rispetto all'eclittica.
L'asteroide prende il nome dalla parola russa per "amicizia" (in russo дружба?, družba).